# غايسبوهل

مصحة غايسبوهل (بالألمانية: Lungenheilstätte Gaisbühel) ، هو مصحة تستخدم الآن كمكان لإيواء اللاجئين يقع بين الطريق الواصل بين بلودش، ومنطقة شلينز وتطل امامه مدينة نينزك.
يقع غايسبوهل في منطقة مرتفعة تتميز بالهدوء والمناطر الجميلة حيث يقع على سفح مطل على مدينة نينزك.
ويتميز الطقس في هذه المنطقة بأنه واضح وتقع في منطقة بين أهم مدينين فليدا كريخ وبلودنز.